# Aldo Saravia

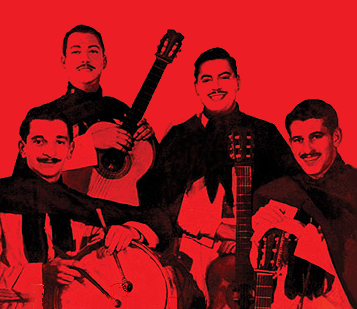
Aldo Saravia (abajo, izquierda) en el conjunto Los Chalchaleros. Detalle de la portada del álbum "Los Chalchaleros", editado en 1958.

Aldo Saravia, (Ciudad de Salta, Salta, Argentina, 1930- cercanías a Río Gallegos, Santa Cruz, Argentina, 1 de mayo de 1961) apodado el Chivo , fue uno de los primeros integrantes del grupo Los Chalchaleros. Primo de Juan Carlos Saravia, según los relatos de él y de los demás fundadores posteriores a su muerte, fue miembro fundador del conjunto, aunque su fugaz paso inicial no llegó a ser registrado. Permaneció como miembro del conjunto de 1956 a 1961, año en que murió fatalmente, ocupando el puesto de bombisto y segunda voz que legó del saliente integrante Víctor Zambrano "Cocho". Su paso por Los Chalchaleros ocurrió en una etapa consagratoria del grupo argentino. 

## Biografía

### Primeros años
Dada su temprana muerte, los pocos datos biográficos públicos de Aldo Saravia responden, principalmente, a pequeñas reseñas de su primo Juan Carlos, miembro fundador de Los Chalchaleros.
Nació en Salta en 1930, teniendo con Juan Carlos una diferencia de pocos días. Según lo acotado por éste, ambos compartieron parte de la infancia en Los Valles Calchaquíes. Juntos también cursaron el Nivel Secundario en el Colegio Nacional de Salta, donde eran compañeros de curso.
En la primavera de 1947, Aldo junto a su primo, Juan Carlos Saravia, coincidieron en la fiesta de estudiantes con dos jóvenes salteños más, Victor Cocho Zambrano y Carlos Pelusa Franco-Sosa, y acordaron juntarse para cantar en público.
De acuerdo a lo relatado por los tres restantes, su primera presentación juntos fue durante un acto en honor a Martín Miguel de Güemes en el Cine Teatro Alberdi en 1948. En este "debut", Aldo Saravia protagonizó un hecho desopilante: mientras ejecutaban la elemental introducción de una zamba, Juan Carlos Saravia le pidió a Franco Sosa que hiciera el punteo "más lento", mientras que Aldo oyó decir "adentro", y procedió a empezar a cantar él solo la zamba, produciendo un momento de confusión mientras cantaban. Los demás miembros finalmente lograron acoplarse a la voz de Aldo, quien en ese entonces no ejecutaba ningún instrumento. Seis meses después, Aldo consigue trabajo en San Ramón de la Nueva Orán como empleado en el Banco Provincia de Salta.

### Trayectoria con Los Chalchaleros
En 1956 se produjo la salida de Víctor Zambrano del conjunto, en plena cúspide de su fama. Según lo que póstumamente contó su primo Juan Carlos, éste logró convencer rápidamente a Aldo de incorporarse al conjunto. Para ello, renunció a su empleo en Salta y se radicó en Buenos Aires. Como intérprete autodidacta, logró prontamente aprender la ejecución del bombo y tener un registro de segunda voz, junto al único músico formado del grupo, Ernesto Cabeza. En ese mismo año, grabó sus primeras cuatro canciones con el conjunto en RCA Víctor. 
Durante su estadía en Los Chalchaleros, el grupo realizó sus primeras presentaciones transatlánticas en París, durante el año 1957, permaneciendo toda una temporada. Además, editaron dos álbumes en vinilos: Los Chalchaleros (1958) y Chalchaleros en la noche (1960). Además, los álbumes en vinilo Chakai Manta, El arriero va (ambos editados en 1958), y Tierra querida (1959), incluyen las primeras grabaciones de Aldo Saravia con el grupo.  
El conjunto continuaba presentándose en toda la Argentina y los países limítrofes con gran éxito, actuando en las principales radios, grabando y vendiendo grandes cantidades de discos. 

### Fallecimiento
En 1961 se encontraban realizando una gira por la Patagonia. Tras haberse presentado en Comodoro Rivadavia y en Puerto Deseado, el grupo continuó viaje hacia el sur, para actuar en la inauguración de la estación radial LUV14 en Río Gallegos.
Mientras viajaban por la ruta de ripio (Antiguo trazado de la Ruta Nacional Nº3) que unía ambas localidades, a la altura del paraje Puerto Coyle (ellos, un chofer y su representante), el vehículo en el que se dirigían a gran velocidad volcó, dando varios tumbos. Aldo Saravia fue la única víctima fatal, quedando Juan Carlos Saravia en estado delicado y los demás integrantes con heridas leves. 
Fue velado en Río Gallegos y sepultado en cercanías de la localidad, donde una cruz señala su sepultura y el lugar del accidente. Al morir, contaba con 31 años, estaba casado y esperando el nacimiento de su segunda hija.

## Reconocimientos
A manera de homenajes póstumos, fueron compuestas dos canciones en ritmo de zamba que obtuvieron repercusión relativa.     
La primera de ellas fue la compuesta por Isidro Elmo Giné, titulada "Para Aldo", e incluida en su único álbum discográfico Nadie es profeta en su tierra, editado en Chile por el sell Orpal en 1967. Esta zamba fue versionada por el conjunto salteño "Los Puesteros de Yatasto", e incorporada a su álbum El canto de Los Puesteros de Yatasto, editado por RCA Víctor en 1966. Otra versión de este tema realizó en 1977 el conjunto de estilo salteño "Los Zorzales", integrado por tres hijos de Juan Carlos Saravia (y, por tanto, primos segundos de Aldo).     
La segunda obra compuesta en su homenaje fue "Zamba para mi tierra en bombo", de la autoría del músico patagónico Hugo Giménez Agüero. Fue grabada y editada por él mismo e incluida en su álbum Al sur Santa Cruz de 1979.
La obra "A los Chalchas", compuesta en homenaje al grupo por Facundo Saravia con letra de su padre Juan Carlos, menciona a Aldo Saravia en sus primeras dos estrofas. Fue estrenada en los festejos del 40° aniversario del grupo y grabada en 1995, incluida en el álbum Adentro... producido por ellos mismos.